# Supercoppa olandese 2018 (pallavolo maschile)
La Supercoppa olandese 2018 si è svolta il 29 settembre 2018: al torneo hanno partecipato due squadre di club olandesi e la vittoria finale è andata per la quarta volta consecutiva al Lycurgus.

## Regolamento
Le squadre hanno disputato una gara unica.

## Squadre partecipanti
| Squadra  | Qualificazione                             | Ultima partecipazione    |
| -------- | ------------------------------------------ | ------------------------ |
| Lycurgus | Vincitrice Eredivisie 2017-2018            | Supercoppa olandese 2017 |
| Taurus   | Vincitrice Coppa dei Paesi Bassi 2017-2018 | Supercoppa olandese 2014 |

## Torneo
| 29 settembre 2018 Topsportcentrum Alfacollege, Groninga Durata: ? - Spettatori: ? | Lycurgus | 3 - 0 | Taurus | 25-19, 27-25, 25-20 |